# Tibor Csernai
Tibor Csernai, född 3 december 1938 i Pilis, död 11 september 2012 i Tatabánya, var en ungersk fotbollsspelare.
Csernai blev olympisk guldmedaljör i fotboll vid sommarspelen 1964 i Tokyo.